# 张承刚
张承刚（？—），男，中华人民共和国外交官，曾任中华人民共和国驻光州总领事。

## 生平
1991年，进入中华人民共和国外交部工作，先后在外交部亚洲司、驻釜山总领事馆、驻韩国大使馆、驻朝鲜大使馆任职。2005年，挂职重庆市永川市副市长。2006年，任驻韩国大使馆参赞。2010年，任外交部亚洲司参赞。2013年，任中国人民外交学会亚非拉部主任。2014年，任驻朝鲜大使馆公使衔参赞，后升任公使。2020年7月，出任中华人民共和国驻光州总领事。2024年2月，自驻光州总领事离任。